# Dmitrij Fiłosofow
Dmitrij Władimirowicz Fiłosofow (ros. Дми́трий Влади́мирович Филосо́фов; ur. 26 marca?/7 kwietnia 1872 w Sankt Petersburgu, zm. 4 sierpnia 1940 w Otwocku) – rosyjski publicysta, krytyk literacki, emigrant polityczny, jedna z najważniejszych postaci rosyjskiej diaspory w Polsce międzywojennej. 
Pochodził z arystokratycznej rodziny. Jego ojciec, Władimir Dmitriewicz Fiłosofow był w latach 1861 – 1881 głównym prokuratorem wojskowym, matka, poetka i działaczka społeczna Anna Pawłowna Fiłosofowa, z domu Diagilewa, była spokrewniona z impresario Siergiejem Diagilewem. 
Po ukończeniu w 1890 petersburskiego gimnazjum ukończył 1895 studia prawnicze na Uniwersytecie Petersburskim. W roku 1896 studiował na uniwersytecie w Heidelbergu. 
1897 zaczął publikować artykuły w prasie rosyjskiej: „Siewiernyj wiestnik” i „Trudowaja pomoszcz’”.
Był od 1898 do 1904 redaktorem działu literackiego "Świata Sztuki". Po porażce rewolucji 1905 roku propagował filozofię religijno-mistyczną. Był przyjacielem Dmitrija Mereżkowskiego i jego żony Zinaidy Gippius. Wraz z Mereżkowskimi przebywał w latach 1906–1908 w Paryżu. 
W latach 1918—1919 pracował w bibliotece publicznej. W grudniu 1919 przedostał się wraz z Mereżkowskimi przez front wojny polsko-bolszewickiej do Wilna, w połowie stycznia 1920 do Mińska. Na początku marca 1920 znaleźli się w Warszawie. Mereżkowscy pojechali do Paryża, Fiłosofow pozostał w Polsce. 
W Warszawie redagował emigracyjną prasę rosyjską. Był prywatnym doradcą Józefa Piłsudskiego w sprawach rosyjskich i ukraińskich. Protestował przeciwko ekscesom antysemickim. W latach 1934–1936 kierował rosyjsko-polskim klubem literackim „Domek w Kołomnie”. Po roku 1936 Fiłosofow zniechęcony niepowodzeniami zaprzestał działalności literackiej i politycznej.
Zmarł w drugim roku wojny w Otwocku.